# 穴山信嘉
穴山 信嘉（あなやま のぶよし）は、戦国時代の武士。穴山信友の次男。
諱は『甲斐国志』以来「信邦（のぶくに）」とされていたが、近年高野山成慶院「檀那御寄進状并消息」に「穴山彦八郎信嘉」と記されていることが判明し、正しい諱は信嘉であると考えられている。

## 略歴
『甲斐国志』では、身延山に残されていた過去帳を根拠に、信嘉は年不詳12月5日に身延山久遠寺の塔頭で自害したと記しているが、高野山成慶院に所蔵される「武田家過去帳」に拠れば、信嘉は永禄9年12月5日に死去していることが明記されている。この頃、武田家では永禄8年（1565年）10月に武田信玄の嫡男・義信が謀反の疑いで幽閉される義信事件が起こっており、同年8月15日に義信傅役の飯富虎昌が死去している。
武田義信の正室は駿河国今川氏当主・今川氏真の妹で、両者の婚姻は甲駿相三国同盟の一環として天文年間に行われている。穴山氏は駿河に近い地理的関係から今川氏との関係が深く、武田・今川両氏の外交を調停しているが、義信事件を契機に武田・今川間の外交関係は悪化し、永禄11年（1568年）に両者の関係は手切となり武田氏は三国同盟を破棄し今川領国への侵攻が開始される（駿河侵攻）。
こうした経緯から永禄8年（1565年）当時の武田家中では三国同盟破棄の信玄派と同盟維持の義信派の派閥抗争が存在していたと考えられており、穴山家中では当主・穴山信君が信玄派に属し、信嘉は義信派に属していたために久遠寺塔頭に幽閉され、自害に至った可能性が考えられている。